# Pseudoamerioppia minuta
Pseudoamerioppia minuta är en kvalsterart som först beskrevs av Ewing 1917.  Pseudoamerioppia minuta ingår i släktet Pseudoamerioppia och familjen Oppiidae. Inga underarter finns listade i Catalogue of Life.